# Prodanowci (obwód Gabrowo)
Prodanowci (bułg. Продановци) – wieś w Bułgarii, w obwodzie Gabrowo, w gminie Gabrowo. Według danych szacunkowych Ujednoliconego Systemu Ewidencji Ludności oraz Usług Administracyjnych dla Ludności, 15 marca 2016 roku zamieszkiwała jedną osoba.